# Dustley Mulder
Dustley Mulder (Baarn, 1 de enero de 1985) es un exfutbolista internacional de Curazao que jugaba a nivel profesional para el NAC Breda de la Eerste Divisie, Mulder se desempeñaba en el terreno de juego como defensor lateral y defensor central.

## Trayectoria
| Club             | País         | Año       |
| ---------------- | ------------ | --------- |
| SBV Excelsior    | Países Bajos | 2004-2006 |
| RKC Waalwijk     | Países Bajos | 2006-2010 |
| Levski Sofia     | Bulgaria     | 2010-2014 |
| Apollon Limassol | Chipre       | 2014-2015 |
| NAC Breda        | Países Bajos | 2015-2016 |

## Carrera internacional
En noviembre de 2014 Dustley Mulder es llamado por primera vez a la selección de fútbol de Curazao para disputar la Copa del Caribe de 2014 disputada en Jamaica desde el 11 al 15 de noviembre.